# Журнал для всех (СССР)
«Журнал для всех» — ежемесячник литературы, искусства, науки и общественной жизни, издававшийся группой «Кузница» в 1928—1932 годах (с № 2 за 1930 год — под названием «Пролетарский авангард»).

## История
В апреле 1928 года «Кузница» начала реорганизацию на массовой основе. В связи с этим был задуман журнал массового типа. В состав редколлегии вошли В. Бахметьев (ответственный редактор), Ф. Березовский, Ф. Гладков, Н. Ляшко, В. Нарбут, И. Сольц (с 1929 остались только Бахметьев, Гладков и Ляшко). Первый номер, вышедший в сентябре 1928 огромным тиражом 100000 экземпляров (максимальный тираж литературного журнала в 1928 составлял 25000 экз.), обещал знакомить читателей с «романами, повестями, рассказами и стихами лучших современных писателей и поэтов СССР». На обложке был напечатан список писателей, приглашённых к участию в журнале — В. Вересаев, М. Горький, Вс. Иванов, Л. Леонов, Ю. Олеша, А. Толстой, А. Фадеев, К. Федин и др.
Однако этой программы хватило лишь на два номера, в которых были опубликованы повесть Вс. Иванова «Особняк» и рассказ Б. Пильняка «Город ветров». В дальнейшем состав участников редко выходил за узкие рамки «пролетарских писателей». Одновременно редакция вела войну на два фронта: как против РАПП, так и против попутчиков. Основным автором критических статей был сам Бахметьев, публиковавший их под различными псевдонимами. Были опубликованы повести и рассказы Ф. Гладкова, Н. Ляшко, А. Новикова-Прибоя, А. Перегудова, Матэ Залки, Г. Никифорова, С. Малашкина, С. Заяицкого, В. Шишкова, В. Вересаева; очерки И. Жиги; стихи С. Щипачёва, П. Радимова, С. Обрадовича, Э. Багрицкого, Н. Асеева, И. Ерошина, П. Орешина, С. Маркова, В. Луговского, Г. Вяткина; переводы из Н. Хикмета, А. Барбюса, В. Стефаника.
В 1929 году тираж журнала упал до 35-30 тысяч, в 1930 до 15 тысяч. С февральского номера название журнала изменилось на «Пролетарский авангард», но никаких изменений в редакционной политике не последовало. Группа «Кузница» распалась в конце 1930 года и влилась в РАПП, но журнал продолжал выходить до октября 1932 года.